# Ochromonas

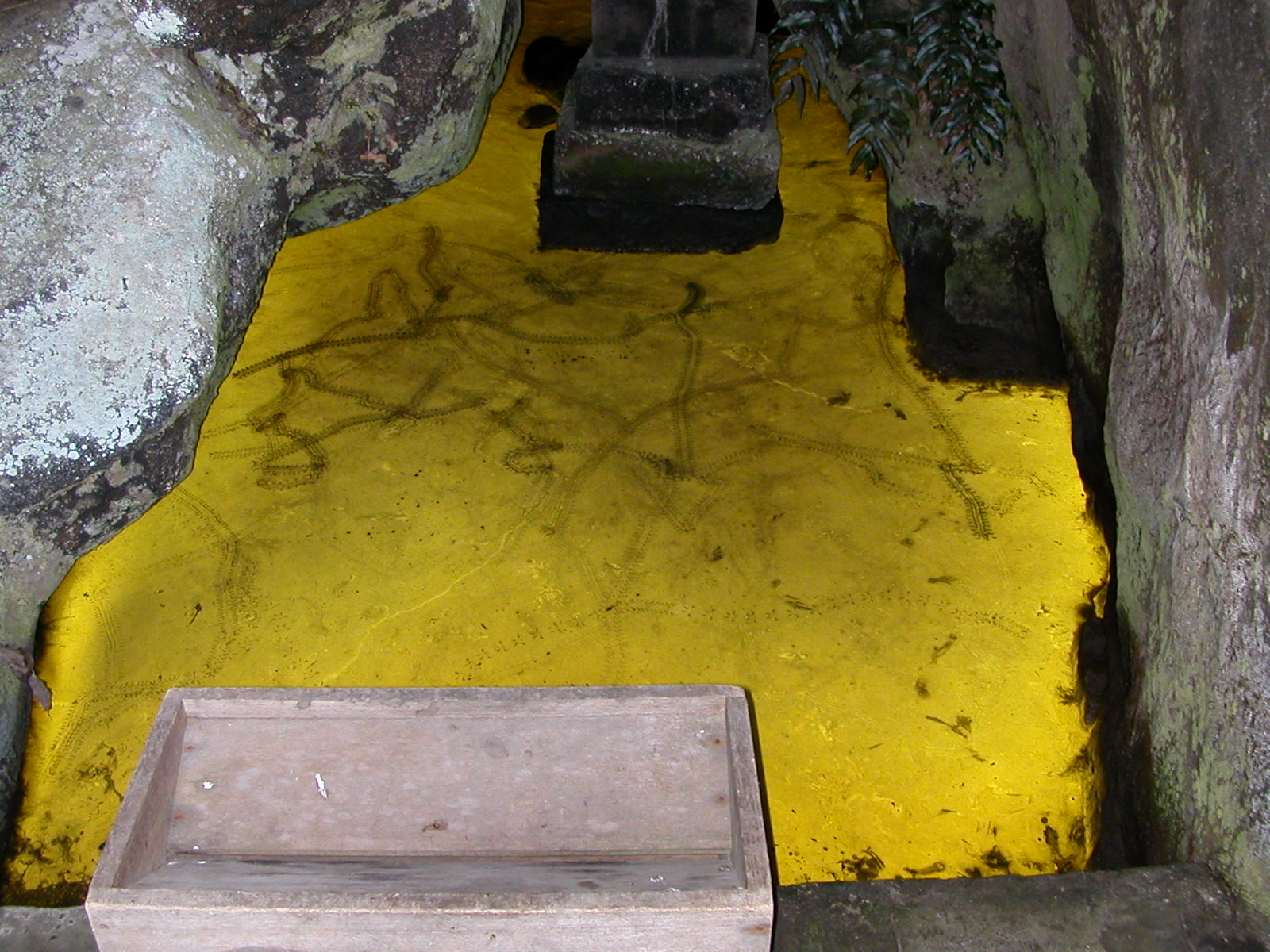
Ochromonas vischeri.

Ochromonas es un género de algas unicelulares perteneciente a las Chrysophyta (algas doradas). Presentan dos flagelos disimilares que le permiten el movimiento, una mancha ocular y su estructura tiene una forma muy particular. Habitan en el agua y tienen una nutrición fotoautotrofa pues poseen cloroplastos, aunque también hay heterótrofos (osmótrofos y fagótrofos).
- Datos: Q637749
- Multimedia: Ochromonas / Q637749
- Especies: Ochromonas